# هنري ميلر (سياسي أمريكي)
هنري ميلر (بالإنجليزية: Henry Miller)‏ هو شخصية أعمال وقاضي وسياسي أمريكي، ولد في 19 فبراير 1849، وتوفي في 20 مايو 1920. حزبياً، نشط في الحزب الديمقراطي. وقد انتخب عضو جمعية ولاية ويسكونسن.